# ستريت فايتر 6
ستريت فايتر 6 (بالإنجليزية: Street Fighter 6)‏ هي لعبة فيديو من نوع ألعاب قتال، والجزء السابع عشر في سلسلة ستريت فايتر، طورت ونشرت من قبل شركة كابكوم اليابانية، صدرت اللعبة في 2 يونيو عام 2023 على أجهزة ويندوز وبلاي ستيشن 4 وبلاي ستيشن 5 وإكس بوكس سيريس إكس وسيريس إس، حيث تدعم اللعبة على اللغة العربية والإنكليزية والكثير من اللغات الاخرى.

## ميزة اللعب
على غرار الجزء السابق، فإنها تحتوي على ميزة اللعب عبر المنصات حيث يتاح للاعبي بلاي ستيشن 4 وبلاي ستيشن 5 وإكس بوكس سيريس إكس وسيريس إس وويندوز باللعب ضد بعضهم،

## الشخصيات
- تشن لي
- غايل (ستريت فايتر)
- ريو (ستريت فايتر)

## وصلات خارجية
- الموقع الرسمي